# Challenger DCNS de Cherbourg 2004
Il Challenger DCNS de Cherbourg 2004 è stato un torneo di tennis facente parte della categoria ATP Challenger Series nell'ambito dell'ATP Challenger Series 2004. Il torneo si è giocato a Cherbourg in Francia dal 9 al 15 febbraio 2004 su campi in cemento indoor.

## Vincitori

### Singolare
Julien Jeanpierre ha battuto in finale  Roko Karanušić con il punteggio di 6–1, 6–2

### Doppio
Michal Mertiňák /  Alexander Waske hanno battuto in finale  Emilio Benfele Álvarez /  Jun Kato con il punteggio di 6–4, 7–6(1)